# قارة مصطفى باي
قارة مصطفى باي هو باي قسنطينة وحاكم بايلك الشرق ضمن أيالة الجزائر في العهد العثماني. امتد حكمه شهراً خلال سنة 1818 ليخلفه فيما بعد أحمد باي بن عبد الله المملوك.